# نیلوفر دمیر

عکسی که موجب شهرت نیلوفر شد

نیلوفر دمیر (به ترکی استانبولی: Nilüfer Demir) متولد ۱۹۸۶ در بودروم ترکیه، عکاس می‌باشد. وی تحت پوشش بحران مهاجری به اروپا در تابستان سال ۲۰۱۵ برای خبرگزاری دوغان و همچنین عکس‌های خود را از آیلان کردی کودک ۳ ساله کرد منتشر کرد. کودکی که جنازه آن در آب‌های ساحل به وسیله امواج آب به ساحل کشیده شده بود که در جریان بحران مهاجران سوری این عکس و این جنازه به تیتر اول تمام خبرگزاری‌های دنیا درآمد.